# Aviron aux Jeux olympiques de la jeunesse de 2018
Navigation
Édition précédente Édition suivante
Les épreuves d'aviron aux Jeux olympiques de la jeunesse de 2018 ont lieu du 7 au 11 octobre 2018 sur la darse no 3, dans le parc urbain de Puerto Madero, à Buenos Aires, en Argentine.

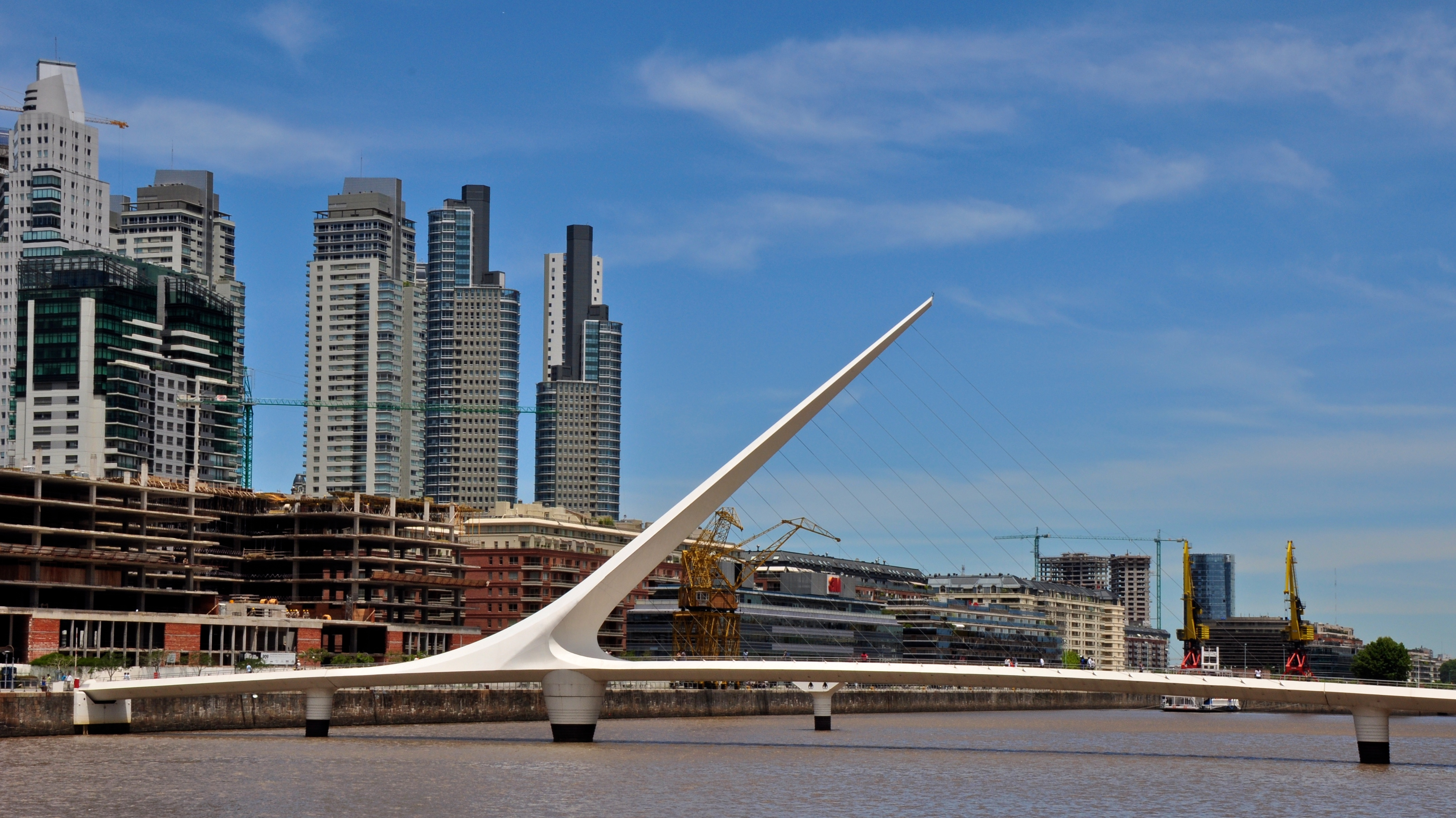
Le Puente de la Mujer.

Les 4 épreuves organisées comme lors des précédents Jeux, 2 masculines et 2 féminines, en skiff et en deux de pointe, se déroulent sur un bassin réduit de 500 m environ avec 4 lignes d'eau. La distance habituelle des compétitions d'aviron est en effet de 2 000 m. Cependant la détermination de la composition des séries s'effectue en faisant un aller-retour de 900 m environ avec une bouée à mi-parcours. La compétition passe sous le Puente de la Mujer, œuvre de Santiago Calatrava, un des nouveaux emblèmes de la ville.

## Qualification
Pour pouvoir participer aux Jeux, il faut être né entre le 1er janvier 2000 et le 31 décembre 2001. Chaque CNO n'a droit qu'à deux embarcations maximum, une par sexe. Les quotas sont attribués à des CNO et non à des athlètes, ce qui signifie que le CNO peut changer son équipage jusqu'au 31 août 2018. Si un CNO venait à obtenir la qualification de deux embarcations du même sexe, la meilleure classée des deux se qualifierait et le meilleur autre équipage d'un autre CNO prendrait sa place.
Six compétitions de qualification sont organisées, les Championnats du monde juniors 2017 qui en constituent la principale — où se qualifient pour le skiff les 5 meilleures embarcations du JH1x, les deux meilleures du JH2x et la première du JH4x, tandis que pour les deux de pointe, ce sont les 5 premiers du JH2-, les deux premiers du JH4- (quatre sans barreur) et la première place du JH8+ (le huit de pointe), idem pour les féminines — et cinq sélections continentales. Chaque nation peut inscrire au maximum deux esquifs, un par sexe.
En février 2018, la FISA admet, comme 154e membre provisoire, la république des Kiribati. Le rameur de skiff de cette nation remporte à Port-Vila la sélection continentale et devient le premier représentant de ce pays à se qualifier pour les Jeux olympiques de la jeunesse, sans besoin de recours à l'universalité.
Au total, 19 CNO qualifient deux équipages (un masculin et un féminin), tandis que 31 autres CNO ne qualifient qu'une seule embarcation.

### Skiff (JH1x et JF1x)
| Épreuve                                               | Lieu       | Date               | Total Places | Garçons qualifiés                                                             | Filles qualifiées                                                         |
| ----------------------------------------------------- | ---------- | ------------------ | ------------ | ----------------------------------------------------------------------------- | ------------------------------------------------------------------------- |
| Organisateur (renonce)                                | -          | -                  | 0            | Argentine                                                                     | Argentine                                                                 |
| Championnats du monde juniors 2017                    | Trakai     | 2-6 août 2017      | 8            | États-Unis Australie Suisse Biélorussie Afrique du Sud Danemark Grèce Norvège | Espagne Royaume-Uni Afrique du Sud Allemagne France Belgique Suède Canada |
| Régate lors des Jeux africains de la jeunesse,        | Alger      | 19-21 juillet 2018 | 3            | Zimbabwe Tunisie Algérie                                                      | Zimbabwe Tunisie Égypte                                                   |
| Régate asiatique lors des Championnats d'Asie juniors | Singapour  | 11-14 octobre 2017 | 3            | Chine Japon Hong Kong                                                         | Taipei chinois Iran Ouzbékistan                                           |
| Régate océanienne                                     | Port-Vila  | 22-23 janvier 2018 | 1            | Kiribati                                                                      | Australie                                                                 |
| Régate américaine                                     | Curauma    | 10-12 avril 2018   | 4            | Pérou Cuba Uruguay Brésil                                                     | Argentine Mexique Guatemala Cuba                                          |
| Régate lors des Championnats d'Europe juniors 2018    | Gravelines | 26-27 mai 2018     | 3            | Tchéquie Moldavie Ukraine                                                     | Suisse Slovénie Estonie                                                   |
| Quotas supplémentaires au titre de l'universalité     | -          | -                  | 2            | Nicaragua Saint-Vincent-et-les-Grenadines                                     | Ouganda Liban                                                             |
| Total                                                 |            |                    |              | 24                                                                            | 24                                                                        |

### Deux de pointe (JH2- et JF2-)
| Épreuve                                          | Lieu       | Date               | Total places | Garçons qualifiés                                                            | Filles qualifiées                                                |
| ------------------------------------------------ | ---------- | ------------------ | ------------ | ---------------------------------------------------------------------------- | ---------------------------------------------------------------- |
| Championnat du monde juniors 2017                | Trakai     | 2–6 août 2017      | 8            | Croatie Royaume-Uni Allemagne Roumanie Turquie Ouzbékistan Mexique Argentine | Croatie Tchéquie Grèce Lituanie Italie Chine États-Unis Roumanie |
| Régate africaine (Jeux africains de la jeunesse) | Alger      | 19–21 juillet 2018 | 1            | Égypte                                                                       | Algérie                                                          |
| Régate asiatique                                 | Singapour  | 11–14 octobre 2017 | 1            | Inde                                                                         | Thaïlande                                                        |
| Régate américaine                                | Curauma    | 10–12 avril 2018   | 1            | Chili                                                                        | Chili                                                            |
| Régate lors des Championnats d'Europe 2018       | Gravelines | 26-27 mai 2018     | 1            | Italie                                                                       | Pays-Bas                                                         |
| Total                                            |            |                    |              | 12                                                                           | 12                                                               |

## Programme
Le programme provisoire est le suivant :
Le site est ouvert le 2 octobre 2018 à 12 h 00 pour les entraînements, puis ces entraînements ont lieu du 3 au 6 octobre de 8 h 30 à 12 h, et de 14 h à 18 h. Les compétitions officielles débutent le dimanche 7 octobre à 15 h 30.
Les horaires sont ceux en Argentine (UTC-3)
| 7 octobre  | Dimanche | 15 h 30                                                                              | Sélections aux temps sur 900 m |
| 8 octobre  | Lundi    | 13 h 00                                                                              | Séries 1 - Séries 2, à partir de 15 h 30                                                                                          |
| 9 octobre  | Mardi    | 15 h 00                                                                              | Quarts de finale (JH1x et JF1x), puis deux de pointe : demi-finales et finales (JH2- et JF2-) à partir de 16 h, cérémonies à 17 h |
| 10 octobre | Mercredi | 14 h 45                                                                              | Skiff : demi-finales et finales (garçons et filles), cérémonies à 17 h 05                                                         |
| 11 octobre | Jeudi    | Jour de réserve, avec relais sprint mixte international et cérémonie pour le relais. | |

## Compétitions

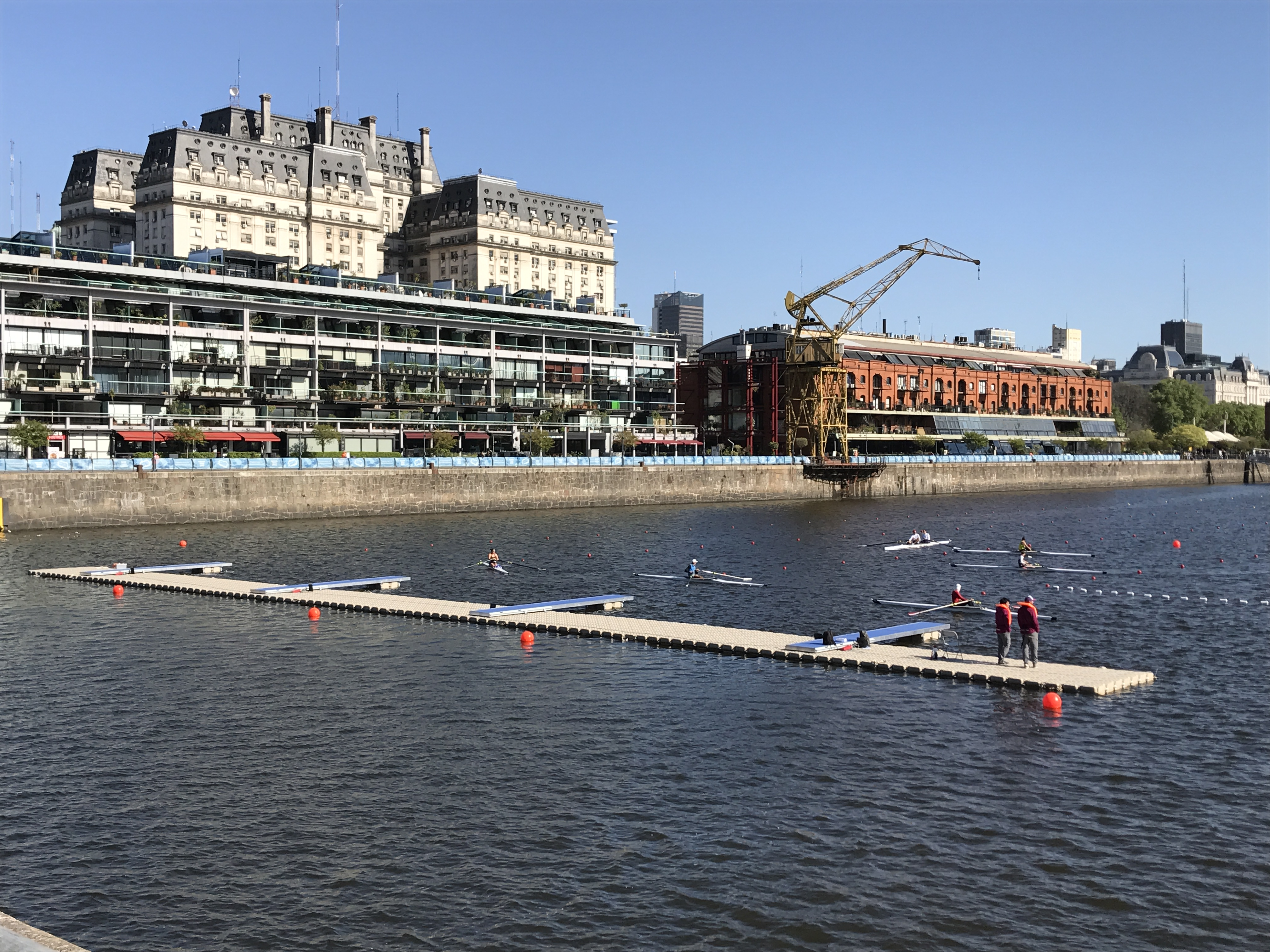
Darse n° 3, pendant les échauffements

### Garçons
| Compétition            | Or                                                        | Argent                                                     | Bronze                                   |
| ---------------------- | --------------------------------------------------------- | ---------------------------------------------------------- | ---------------------------------------- |
| Skiff garçons          | Ivan Tyshchenko 1 min 32 s 47                             | Ivan Brynza 1 min 32 s 84                                  | Cormac Kennedy-Leverett 1 min 33 s 84    |
| Deux de pointe garçons | Italie Alberto Zamariola Nicolas Castelnovo 1 min 30 s 40 | Roumanie Florin Nicolae Arteni-Fintinariu Alexandru Danciu | Argentine Felipe Modarelli Tomas Herrera |

### Filles
| Compétition           | Or                                    | Argent                                       | Bronze                                      |
| --------------------- | ------------------------------------- | -------------------------------------------- | ------------------------------------------- |
| Skiff filles          | Maria Sol Ordas                       | Elin Lindroth                                | Greta Jaanson                               |
| Deux de pointe filles | Grèce María Kyrídou Christina Bourbou | Tchéquie Anna Šantrůčková Eliška Podrazilová | Roumanie Tabita Maftei Alina Maria Baletchi |

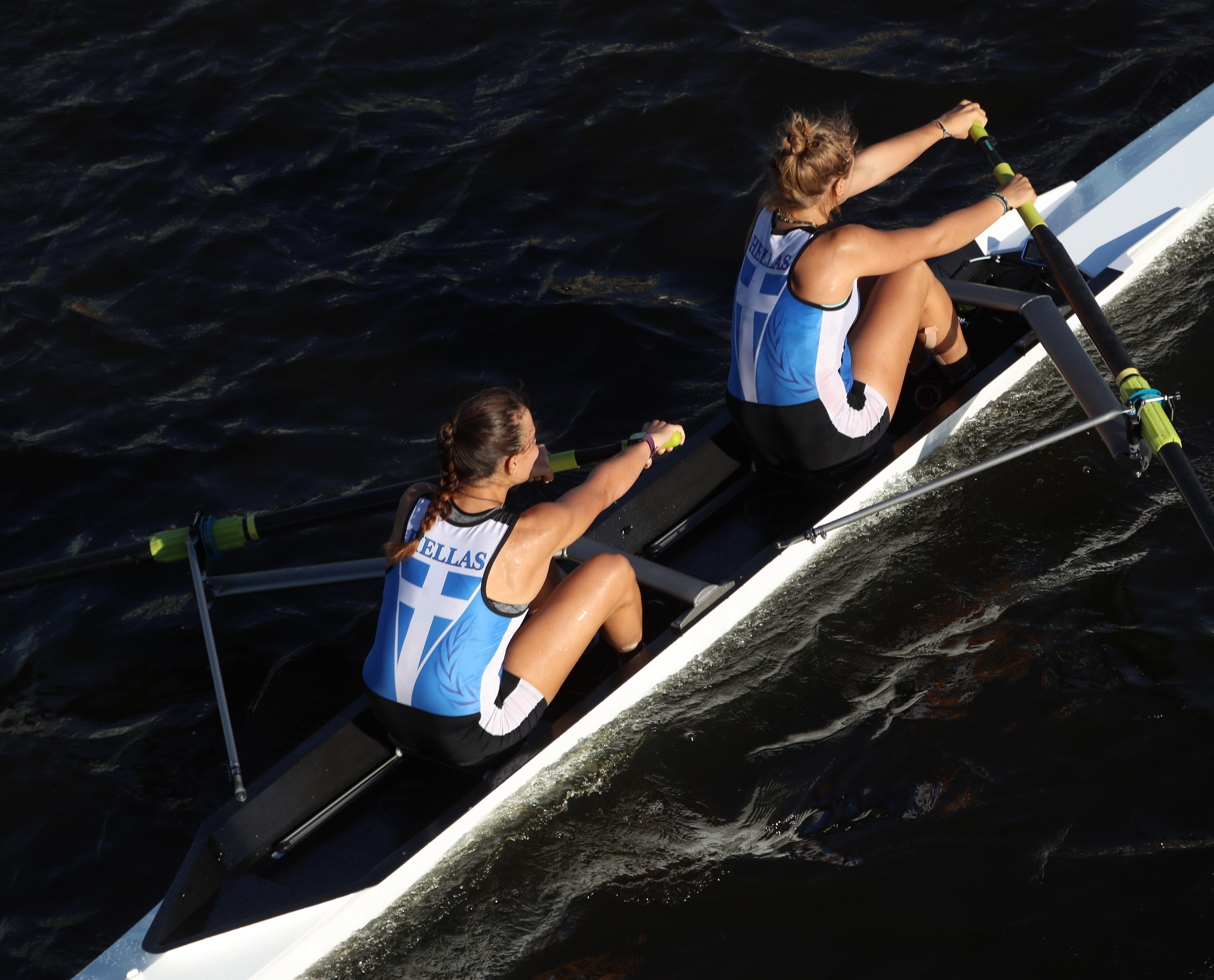
Deux de couple filles: Maria Kyridou and Christina Bourbou
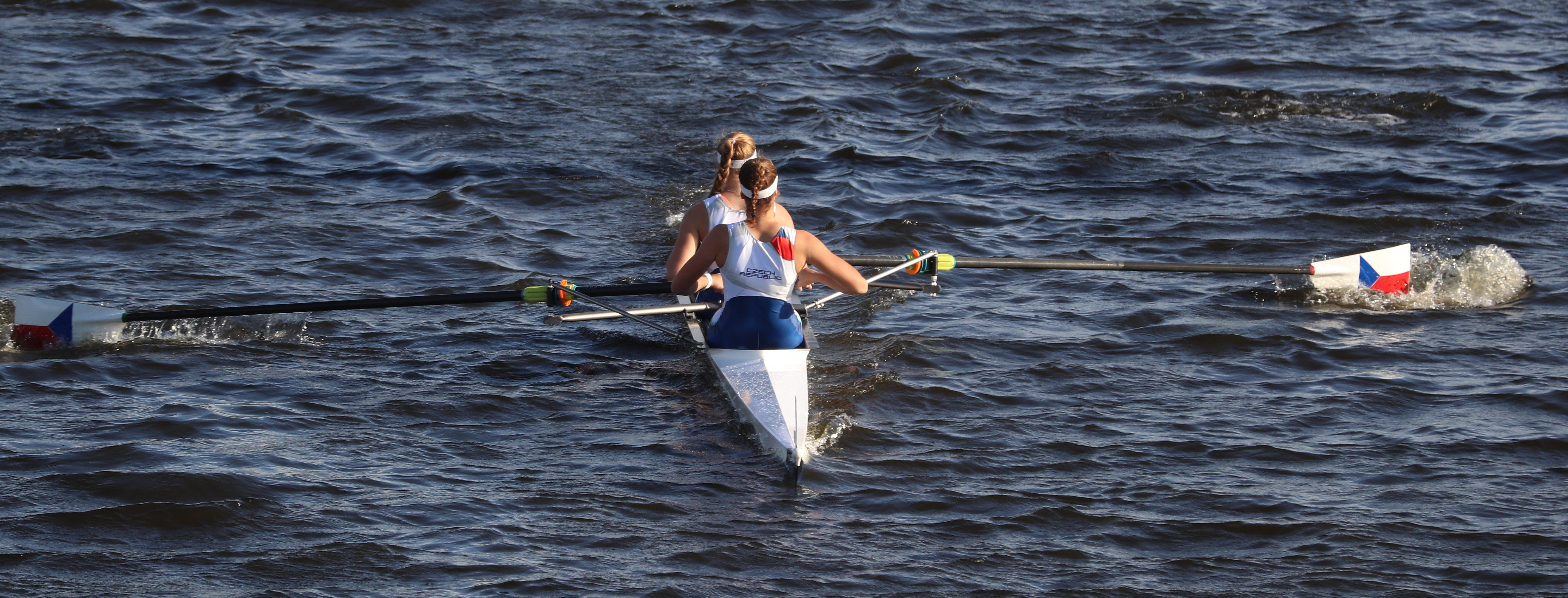
Anna Šantrůčková and Eliška Podrazilová
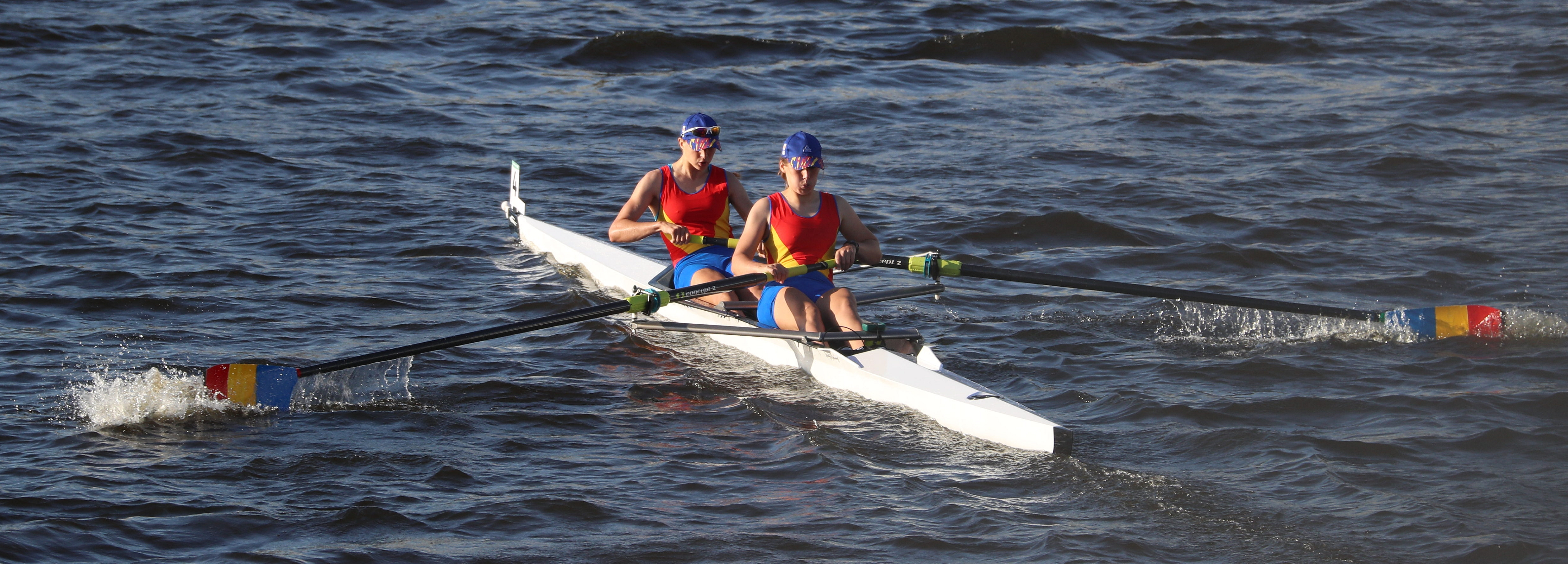
Tabita Maftei and Alina Maria Baletchi

## Tableau des médailles
| Rang  | Nation      | Or | Argent | Bronze | Total |
| ----- | ----------- | -- | ------ | ------ | ----- |
| 1     | Argentine   | 1  | 0      | 1      | 2     |
| 2     | Grèce       | 1  | 0      | 0      | 1     |
| 2     | Italie      | 1  | 0      | 0      | 1     |
| 2     | Ukraine     | 1  | 0      | 0      | 1     |
| 5     | Roumanie    | 0  | 1      | 1      | 2     |
| 6     | Biélorussie | 0  | 1      | 0      | 1     |
| 6     | Tchéquie    | 0  | 1      | 0      | 1     |
| 6     | Suède       | 0  | 1      | 0      | 1     |
| 9     | Australie   | 0  | 0      | 1      | 1     |
| 9     | Estonie     | 0  | 0      | 1      | 1     |
| Total | Total       | 4  | 4      | 4      | 12    |